# Gymnostomum bewsii
Gymnostomum bewsii är en bladmossart som beskrevs av Sim in Dixon 1920. Gymnostomum bewsii ingår i släktet kalkkuddmossor, och familjen Pottiaceae. Inga underarter finns listade i Catalogue of Life.